# Nybodtjärnen, Norrbotten
Nybodtjärnen är en sjö i Piteå kommun i Norrbotten och ingår i Piteälvens huvudavrinningsområde. Sjön har en area på 0,0392 kvadratkilometer och ligger 55,2 meter över havet.

## Delavrinningsområde
Nybodtjärnen ingår i det delavrinningsområde (727098-175386) som SMHI kallar för Ovan VDRID = Sågbäcken i Piteälvens vattendragsyta. Medelhöjden är 52 meter över havet och ytan är 37,29 kvadratkilometer. Räknas de 852 avrinningsområdena uppströms in blir den ackumulerade arean 11 222,33 kvadratkilometer. Avrinningsområdets utflöde Piteälven mynnar i havet. Avrinningsområdet består mestadels av skog (69 procent) och jordbruk (10 procent). Avrinningsområdet har 0,96 kvadratkilometer vattenytor vilket ger det en sjöprocent på 2,6 procent.